# Immendingen
Immendingen est une commune allemande située en Bade-Wurtemberg dans l'arrondissement de Tuttlingen (Landkreis Tuttlingen).

## Géographie
Située entre la Forêt-Noire et le Lac de Constance, la commune est connue à cause du phénomène appelé « disparition du Danube » (Donauversickerung en allemand) où l'eau du Danube s'infiltre dans le sol sur plusieurs kilomètres. Lors des périodes sèches, le fleuve peut disparaitre complètement et il est alors possible de le traverser à pied.

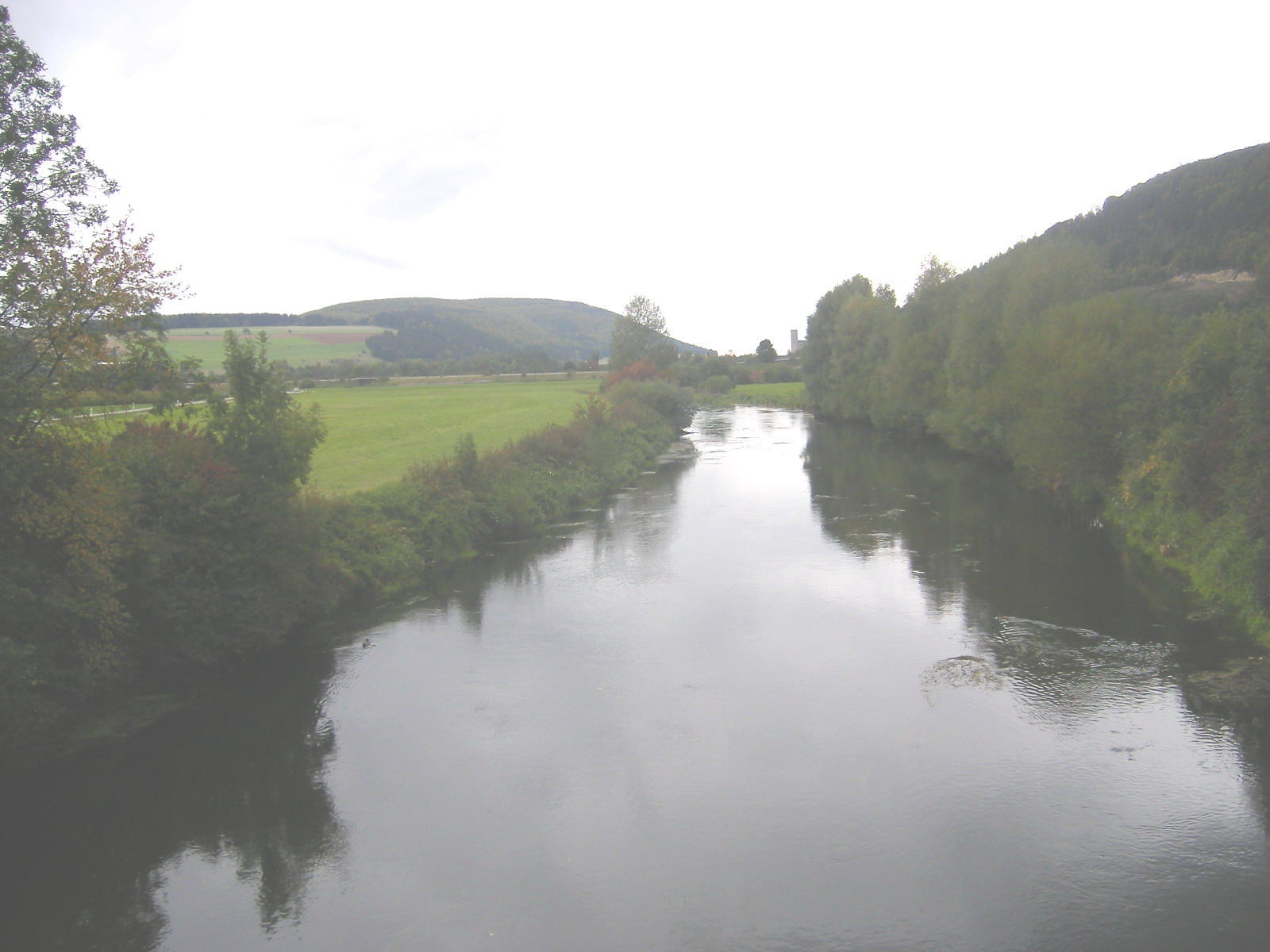
Le Danube au niveau de la ville.

### Hameaux
La ville comporte aussi plusieurs hameaux : Hattingen, Hintschingen, Ippingen, Mauenheim, Zimmern.
| Hattingen | Hintschingen | Ippingen | Mauenheim | Zimmern |

## Politique

### Élections
Les élections locales du Bade-Wurtemberg en 2014 avec un taux de participation de 52,1 % ont abouti au résultat suivant :
| Liste | Pourcentage des votes | +/-   | Sièges | +/-   |
| CDU   | 70,4 %                | + 3,2 | 13     | +/- 0 |
| SPD   | 29,6 %                | - 3,2 | 5      | - 1   |

### Bourgmestres
Le 18 avril 2010, Markus Hugger a été élu avec 85,90 % des voix, avec une participation de 60,64 %. Il a succédé à Helmut Mahler, qui après 40 années au pouvoir, cède sa place officiellement le 14 juin 2010.

Logo de la commune.

- 1970-2010 : Helmut Mahler
- depuis 2010 : Markus Hugger

## Histoire
Les plus anciennes origines connues de la ville remontent en 1101, et la ville a célébré ses 900 ans en 2001.

## Économie et de infrastructures

### Oberfeldwebel-Schreiber-Kaserne et reconversion

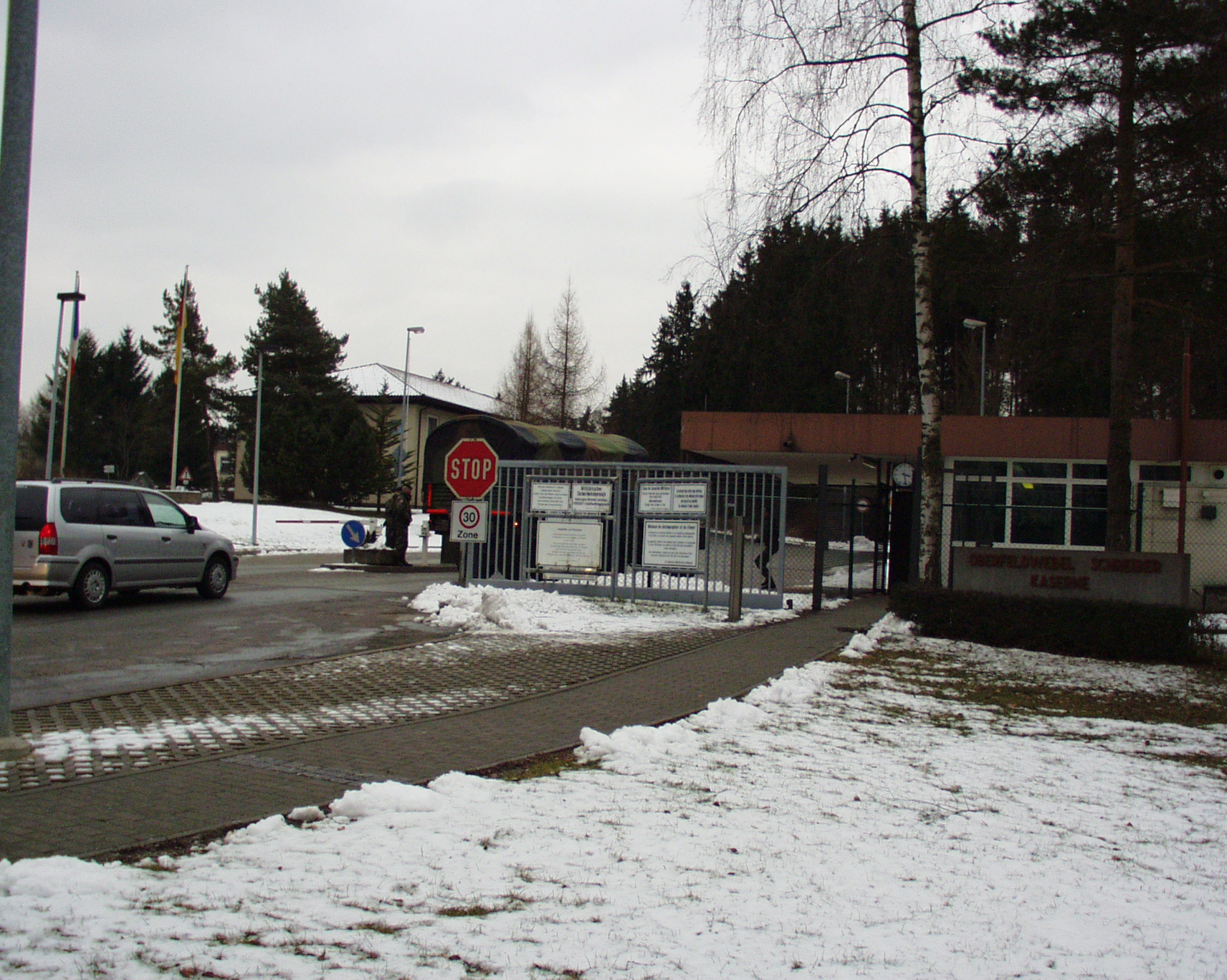
Entrée de la caserne Oberfeldwebel-Schreiber, en janvier 2001.

La ville abrite depuis 1958 une garnison de l'armée allemande et à partir de 1996, la Brigade franco-allemande, avec le 3e régiment de hussards, l'Artilleriebataillon 295 et la Panzerpionierkompanie 550. Au total, plus de 1 600 soldats et membres civils de la Bundeswehr y travaillaient jusqu'en juillet 2011, date du rapatriement du régiment en France à Metz. Une école de la Direction de l'enseignement français en Allemagne (École primaire « Les frères Grimm ») était d'ailleurs installée en ville jusqu'en 2011.
En outre, un important pôle administratif de la Bundeswehr est installé à Immendingen. Il gère 7 000 personnels dans le sud du Bade-Wurtemberg (Immendingen, Donaueschingen, Müllheim, Efringen-Kirchen, Freiburg, Todtnau, Appenweier, Pfullendorf, Ravensburg et Leutkirch im Allgäu).
Dans le cadre d'une réorganisation de l'armée allemande, la caserne fermera au troisième trimestre 2016. Sur le site de 450 hectares est prévu l’installation d'une piste d'essai du constructeur Daimler AG. Le plan d'accord signé en mai 2013 prévoit des investissements pour un montant de 200 millions d'euros, la création de 300 emplois et l'ouverture d'une usine en 2017.

### Bioénergie
Mauenheim, l'un des quartiers d'Immendingen qui compte 400 habitants et 148 bâtiments, est le premier village utilisant la bioénergie dans le Bade-Wurtemberg et la deuxième localité d'Allemagne, après Jühnde en Basse-Saxe. Le chauffage de l'usine de production de biogaz et de copeaux de bois est complété par un système photovoltaïque qui a été relié au réseau le 1er novembre 2006. Pour le financement et l'exploitation du projet, une société a été fondée. Selon les calculs de l'opérateur, le projet permet d’économiser 1 900 tonnes de CO2 par an.

### Transports

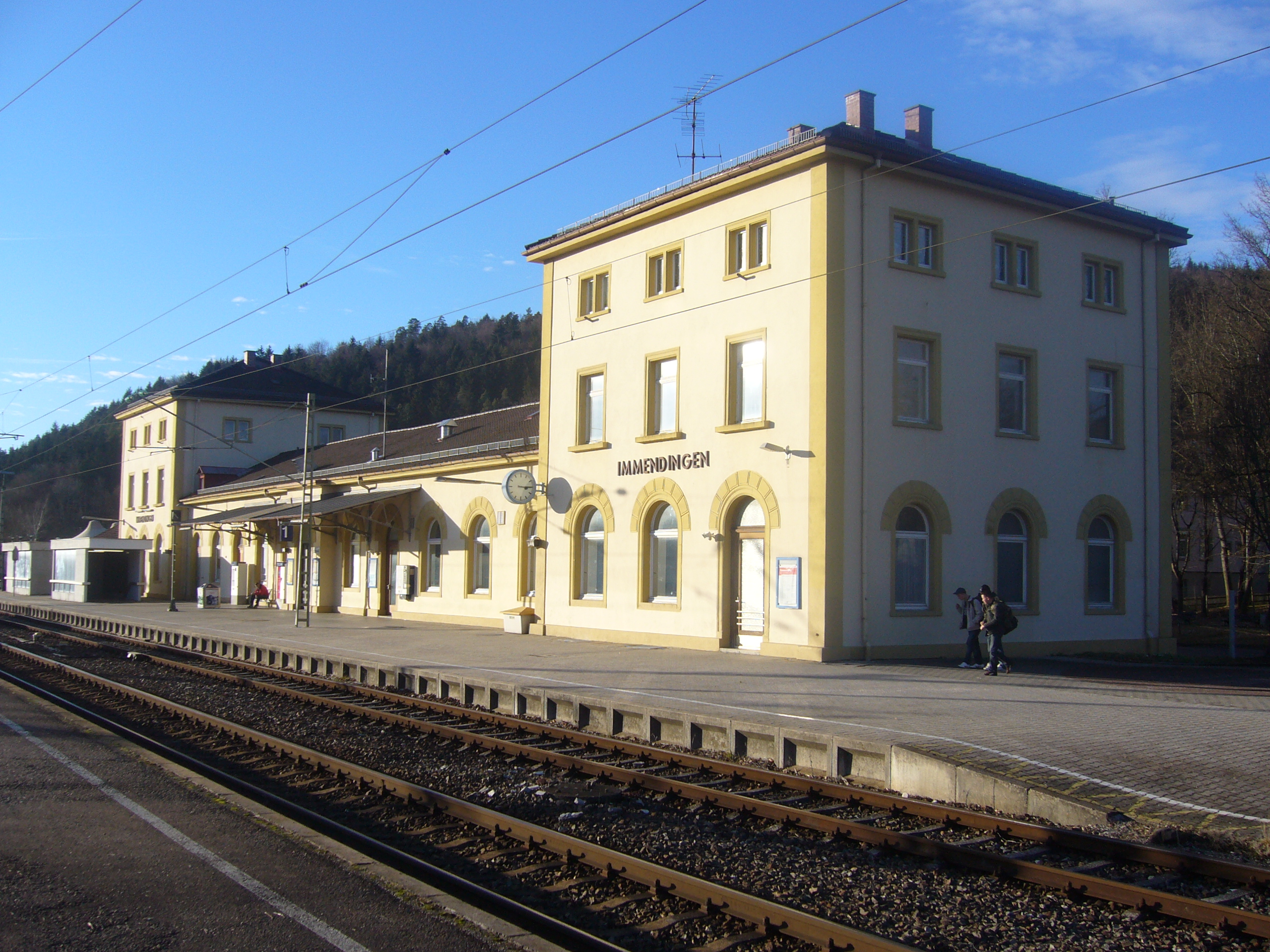
La gare d'Immendingen.

Immendingen est un important carrefour ferroviaire : c'est le point de rencontre de trois lignes ferroviaires. La Ligne de la Forêt-Noire qui relie Offenbourg à Constance, la Donautalbahn qui relie Donaueschingen à Ulm.  En outre Immendingen est le point de départ de l'ancienne voie ferrée Wutachtalbahn qui reliait auparavant Blumberg à Waldshut. Cette dernière voie sert depuis 2004 dans le cadre d'un concept de « train en boucle » depuis Blumberg.
En plus de la gare d'Immendingen, la ville dispose d'une halte ferroviaire à Immendingen-Centre et Zimmern. L'autoroute la plus proche est la Bundesautobahn 81, situé à environ trois kilomètres à l'ouest de la ville. Immendingen est aussi traversée par la Bundesstraße 311, route principale qui dessert Ulm et Fribourg.

## Sites touristiques et culture

### Bâtiments
- Oberes Schloss, « château supérieur » datant du XIIe siècle, il est maintenant utilisé comme mairie[1].
- Unteres Schloss, « château inférieur » du XIIIe siècle qui a servi de fonderie et d'usine de production de machines[2].
- Pont couvert en bois sur le Danube à Zimmern.
- Kloster Amtenhausen (ancien monastère).

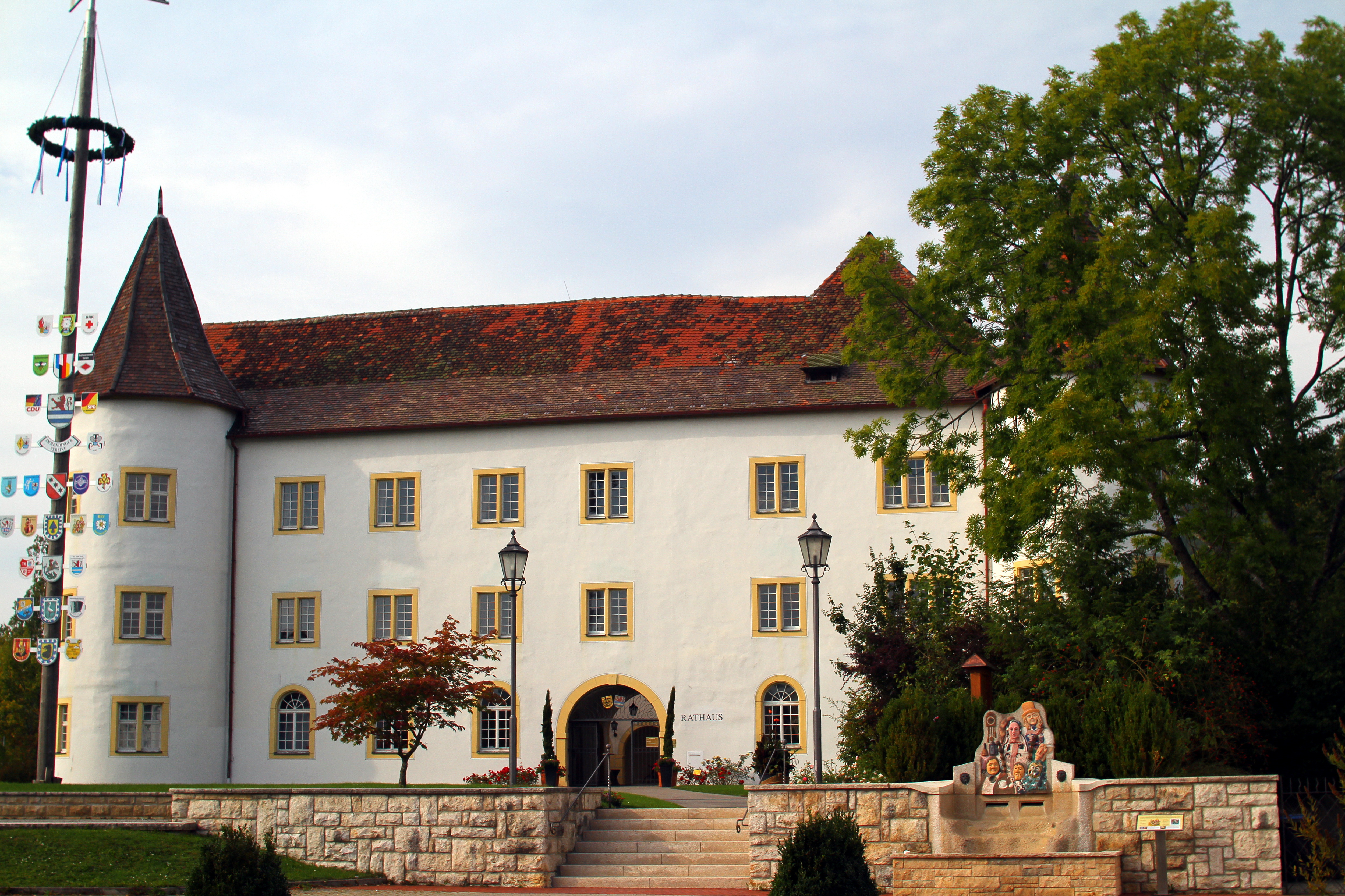
Oberes Schloss (mairie).
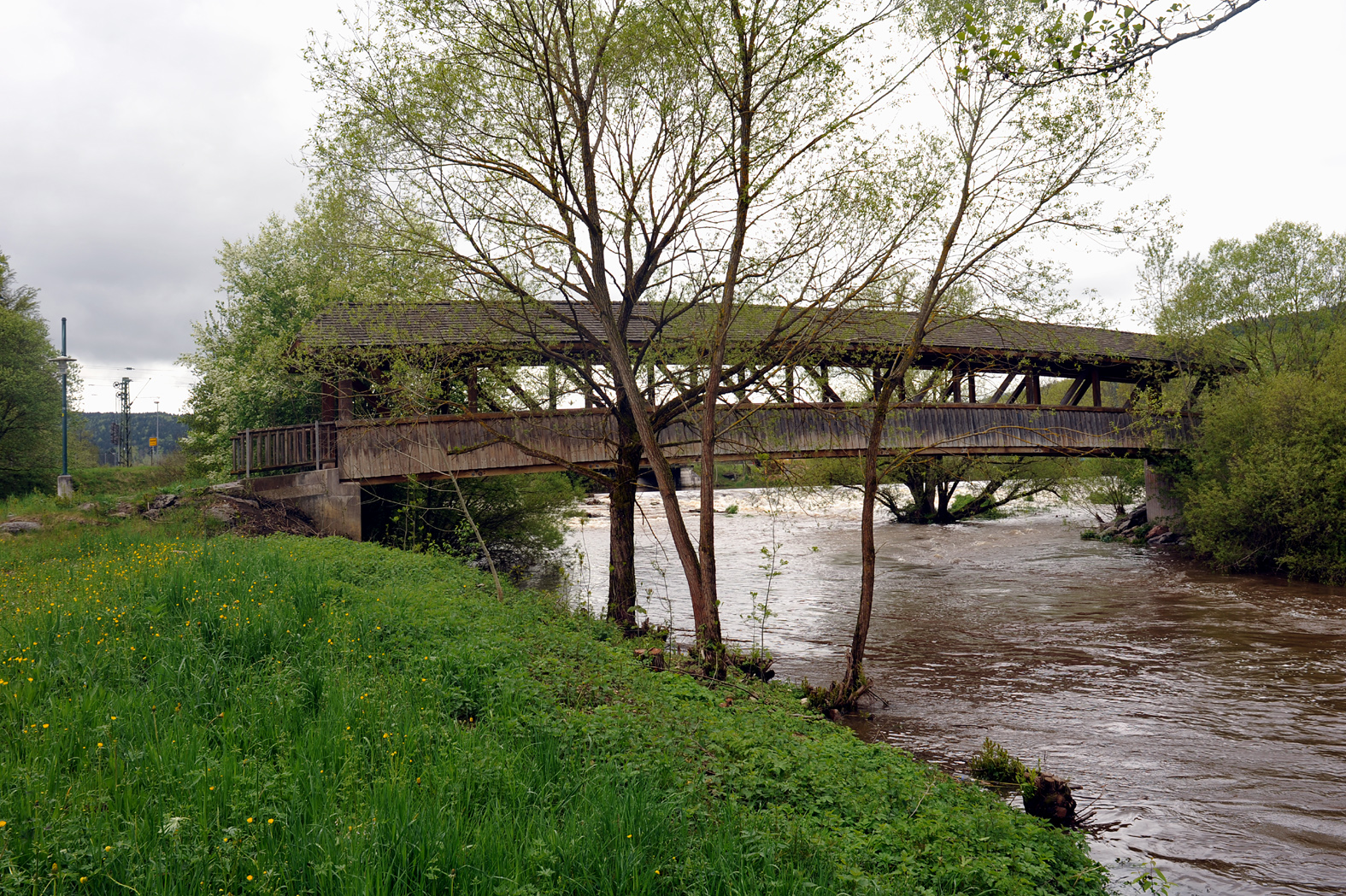
Pont couvert en bois.
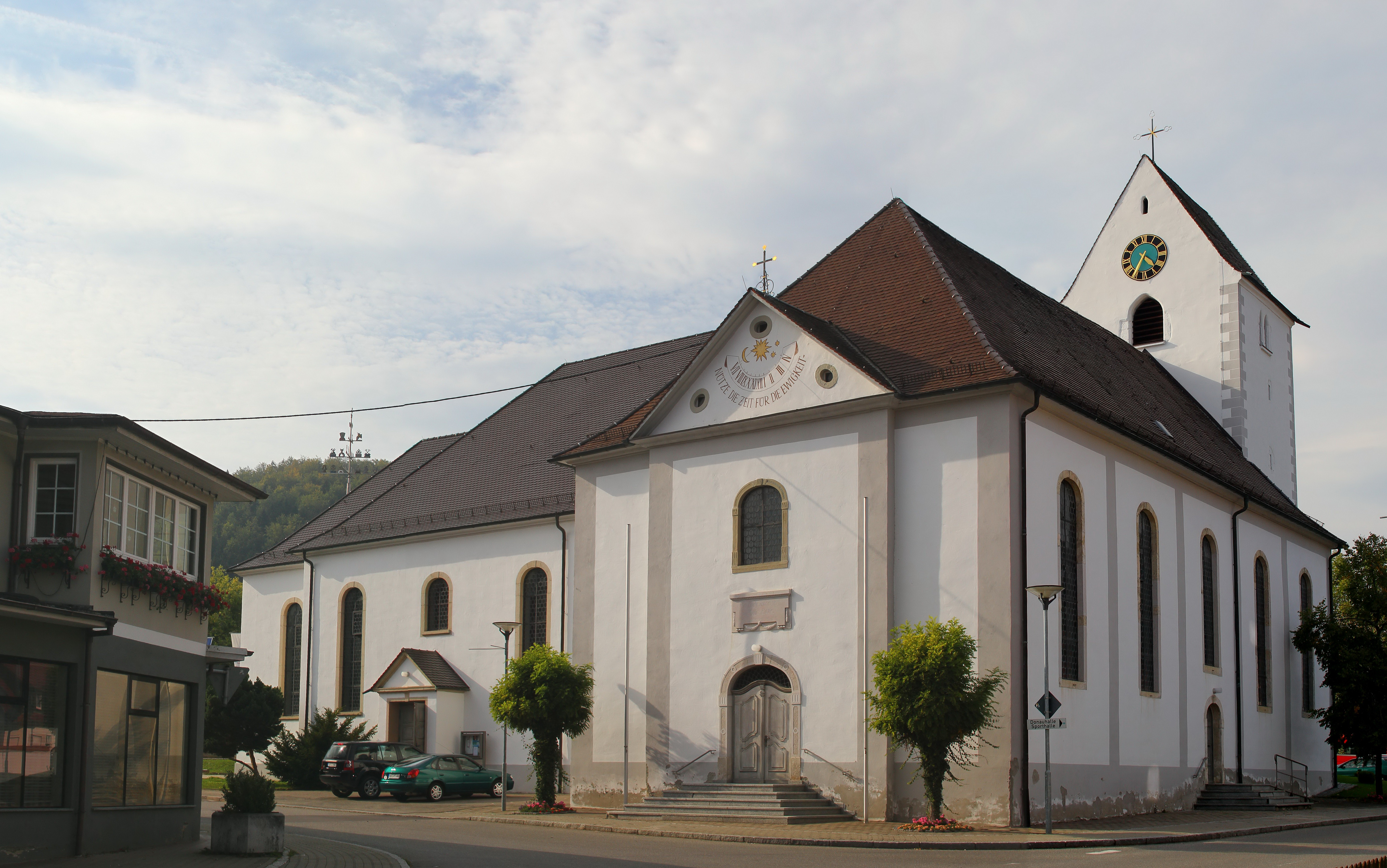
Église catholique St. Peter und Paul.

### Nature
- Donauversinkung (Perte du Danube)
- Réserve naturelle du Höwenegg

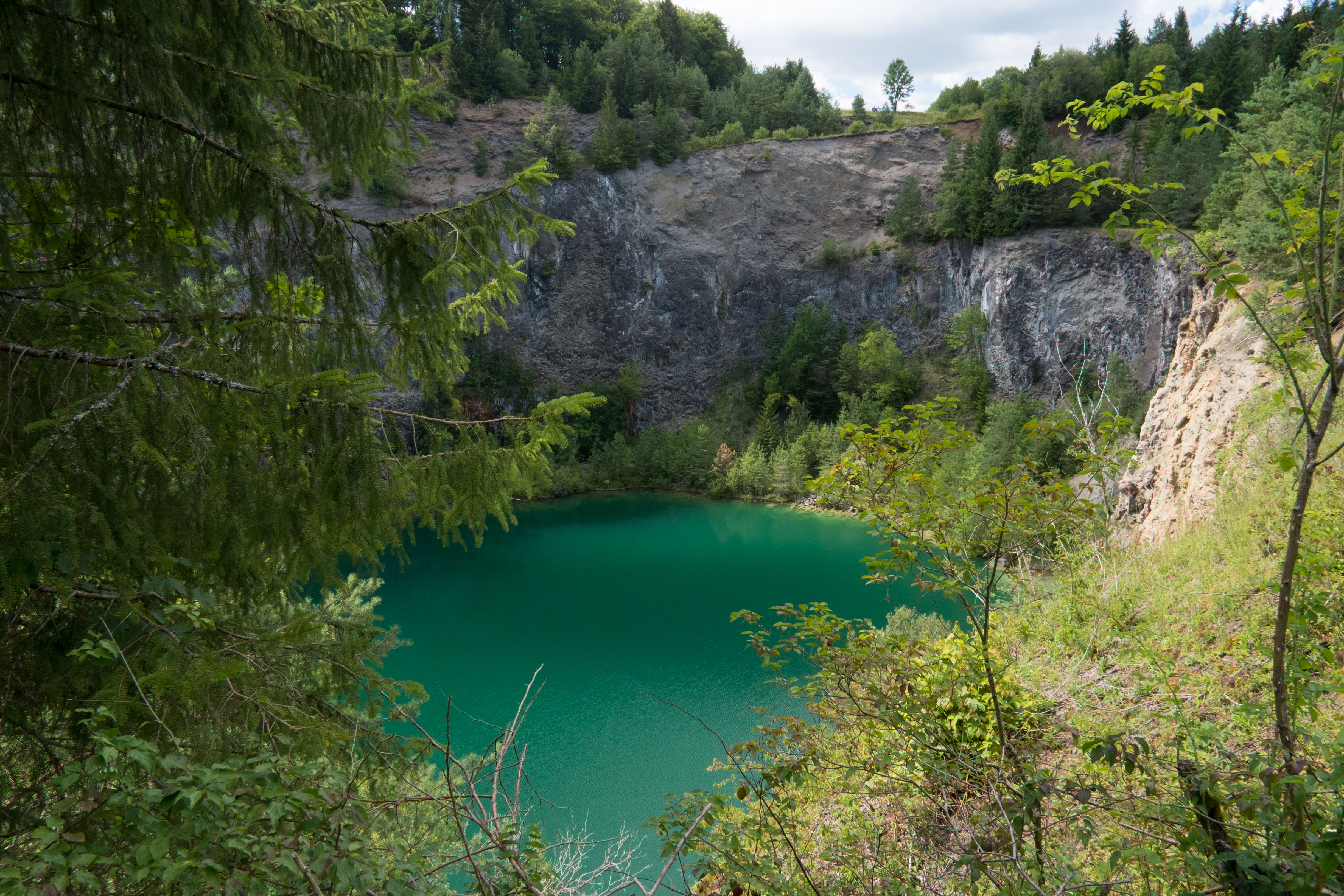
Lac du volcan du Höwenegg.
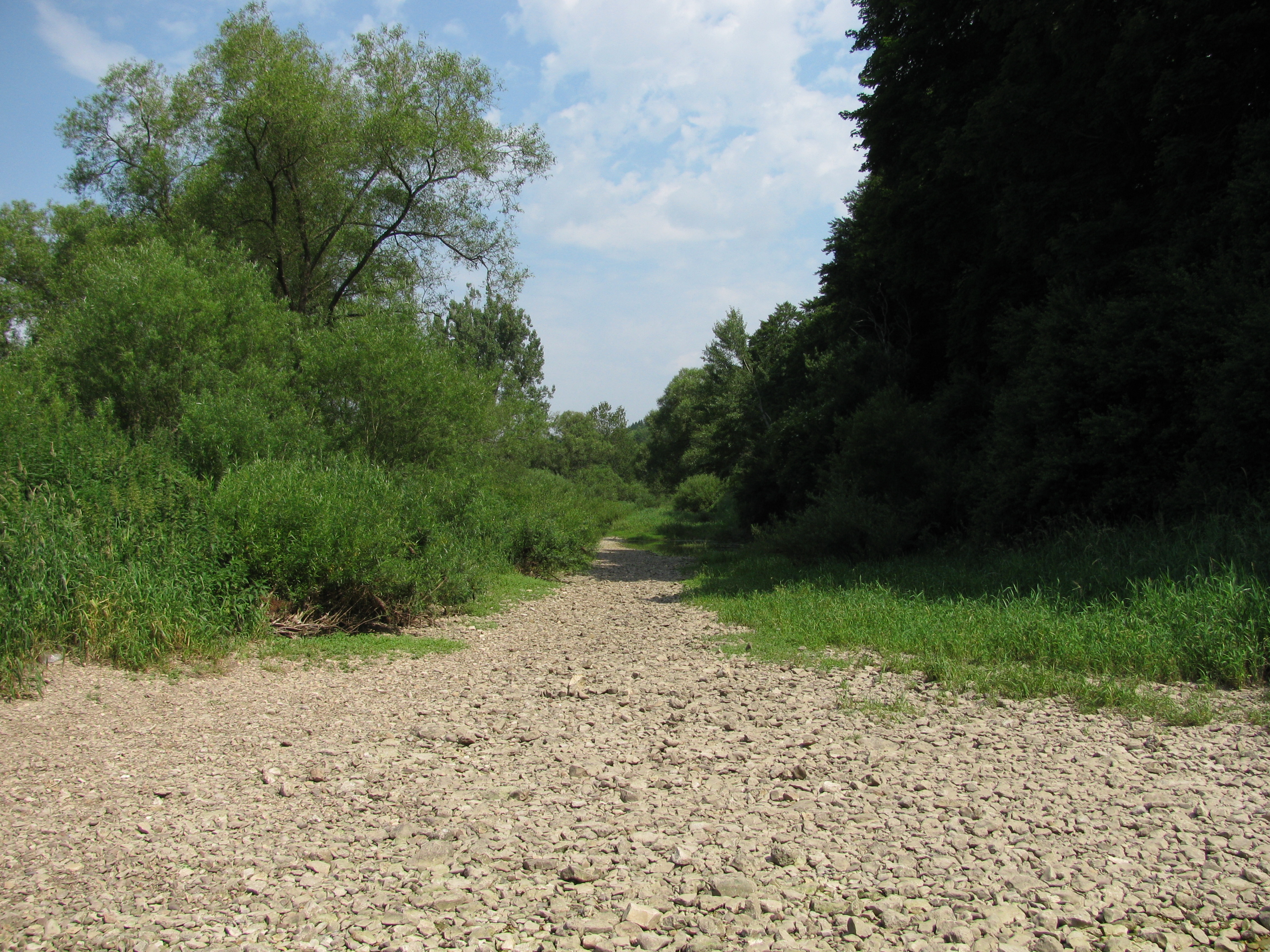
Perte du Danube.

## Personnalités liées à la commune
- Ludwig Roth von Schreckenstein, ministre de la Guerre de Prusse et général de cavalerie
- Otto von Steinbeis, architecte allemand